# Gundbo, Östervåla
Gundbo är en by i Östervåla socken, Heby kommun.
Gundbo omtalas i dokument första gången 1357 ("Gumabothom", "i Gunæbodhum"). 1357 bytte Magnus Gislesson (Sparre av Aspnäs) till sig 3 öresland och 8 penningland i Gundbo, 1397 bytte Håkan Matsson (båt) till sig "en brytegård" Gundbo samt Mälby och Sälja av Gotskalk Bengtsson (Ulv), 1399 sålde han tillbaka gårdarna till Gottskalk Bengtsson. Vid räfsteting med allmogen av Tierps härad dömdes 4 öresland i Gundbo som Gotskalk Bengtsson (Ulv) innehade under skatt. Under 1500-talet utgör Gundbo ett mantal frälse, lydande under Aspnäs. Förledet är det fornsvenska mansnamnet Gunne.
Gundbo hade sina fäbodar vid Gundbovallen eller Gundbobacken, ett område på sockenallmänningen nära gränsen mot Tierp. Området ligger numera på fastigheten Bergsslagsskogen - en jordeboksenhet skapad 1957 genom en rad skogsområden som tidigare tillhört Aspnäs i Stora Kopparbergs Bergslags AB:s ägor. Töbro var tidigare ett torp på Gundbos marker som nu ligger inom detta område. Det fick sitt namn efter Töbroarna, ett brolagt vägparti nära gränsen mellan Östervåla och Tierp omgivet av sankmarker. Här fanns tidigare den nu nästan helt igenväxta Tösjön.
Kattelbo är ett torp, dokumenterat första gången 1653. Laggarbo eller Lilla Laggarbo är ett annat torp, omtalat första gången 1715. Nyby är ett annat torp på ägorna, dokumenterat första gången 1688 andra torp var Lilla Rickebo dokumenterat 1686 och Lilla Smedsbo dokumenterat 1692.